# Национални археолошки музеј у Пестуму
Национални археолошки музеј у Пестуму (итал. Museo archeologico nazionale di Paestum) у насељу Капачо Пестум у Провинцији Салерно, један је од 60-ак државних италијанских археолошких музеја. Поседује археолошке збирке из периода од преисторије до касне антике из области јужно од реке Селе. Посебно су значајни налази из античког града Пестум/Посејдонија и његове околине. Уз музеј се налази археолошки парк.
Као део националног парка Чиленто и Вало ди Дијано (итал. Cilento e Vallo di Diano), музеј је од 1998. године део Светске баштине Унескоа.